# Asador

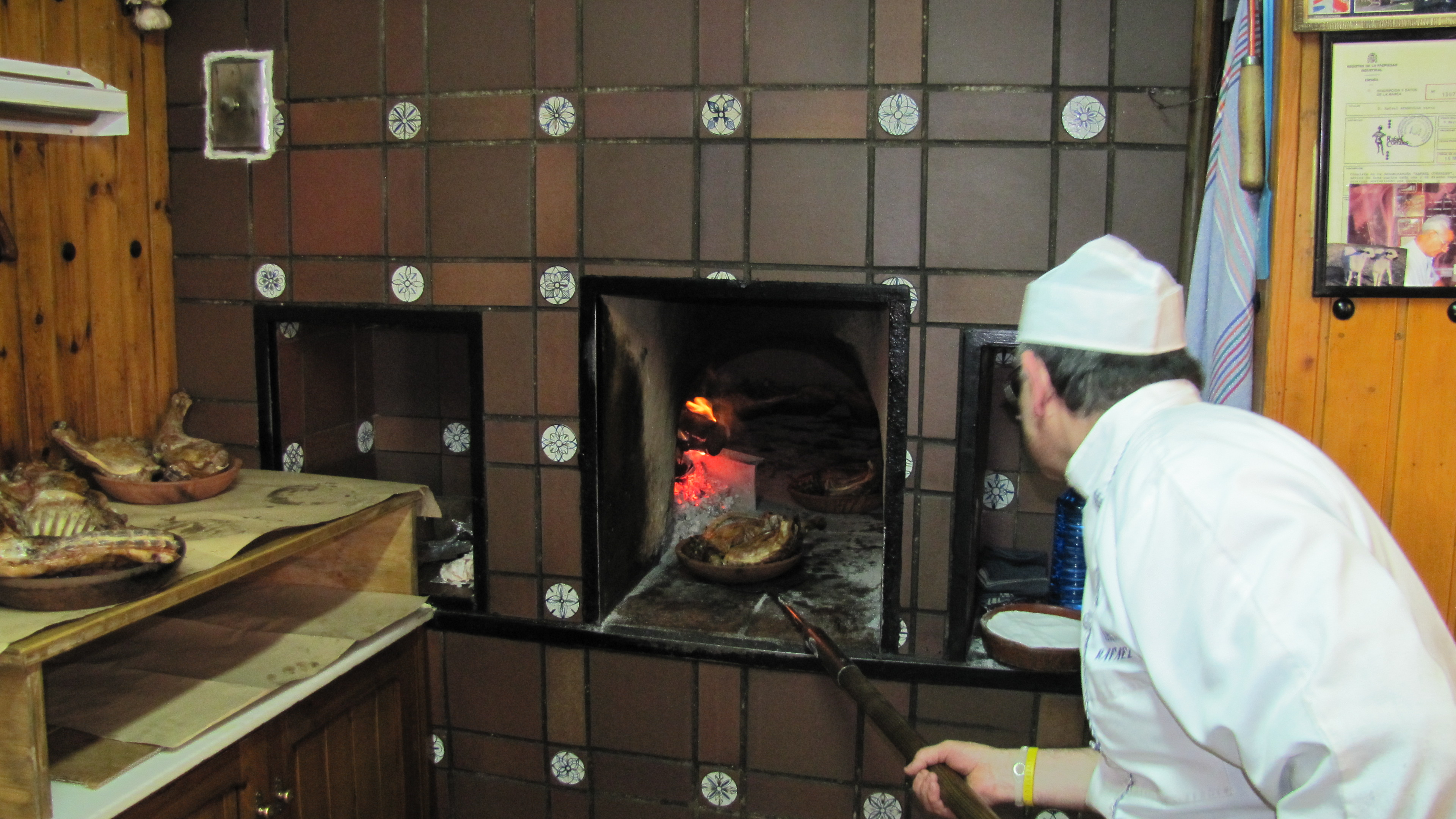
Tradicionalmente en los asadores se usan hornos de leña.

Un asador, en Castilla también llamado mesón es un restaurante especializado en carnes asadas.

## Historia

### España

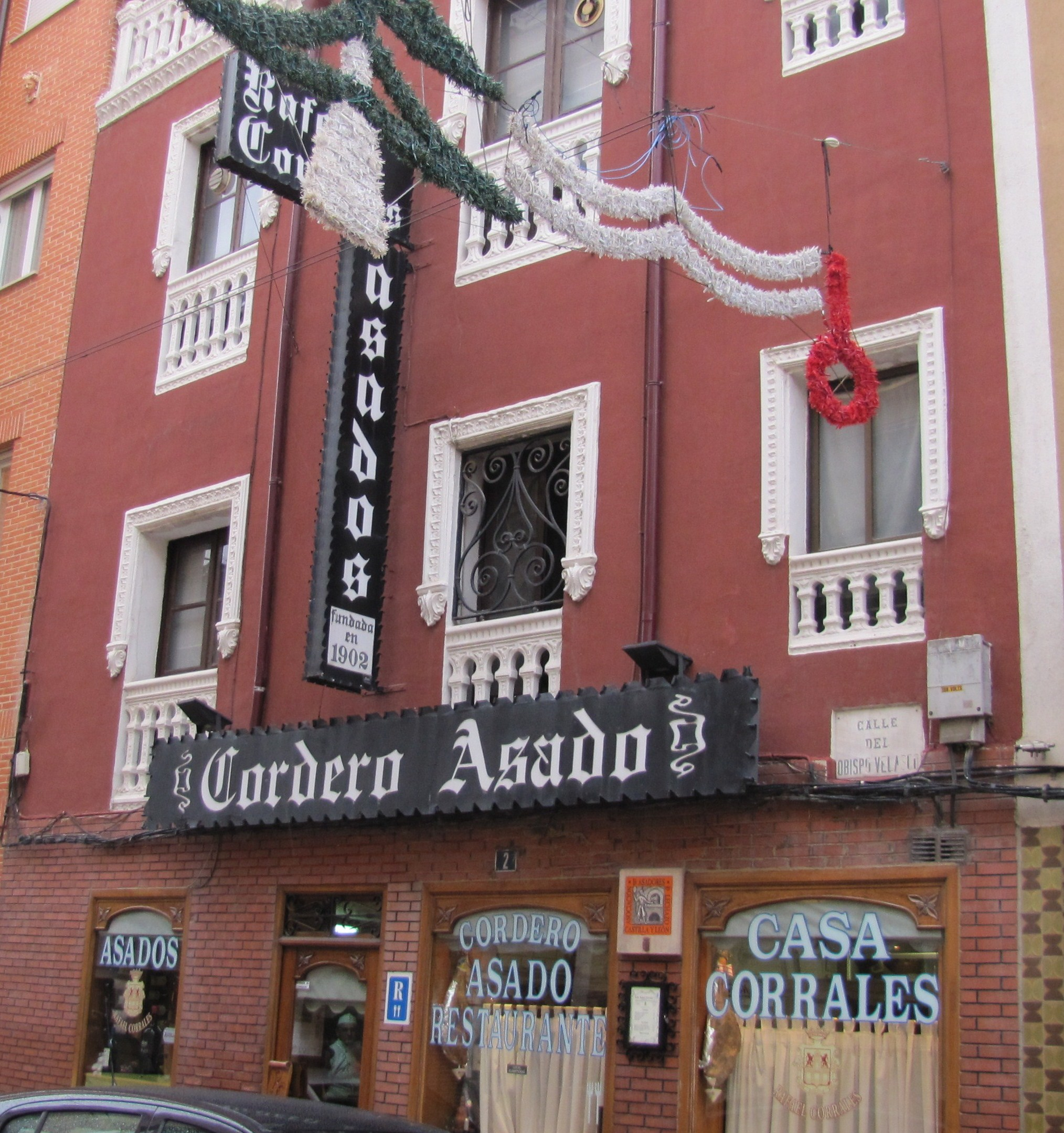
El Asador Rafael Corrales fue inaugurado en 1902 en Aranda de Duero.

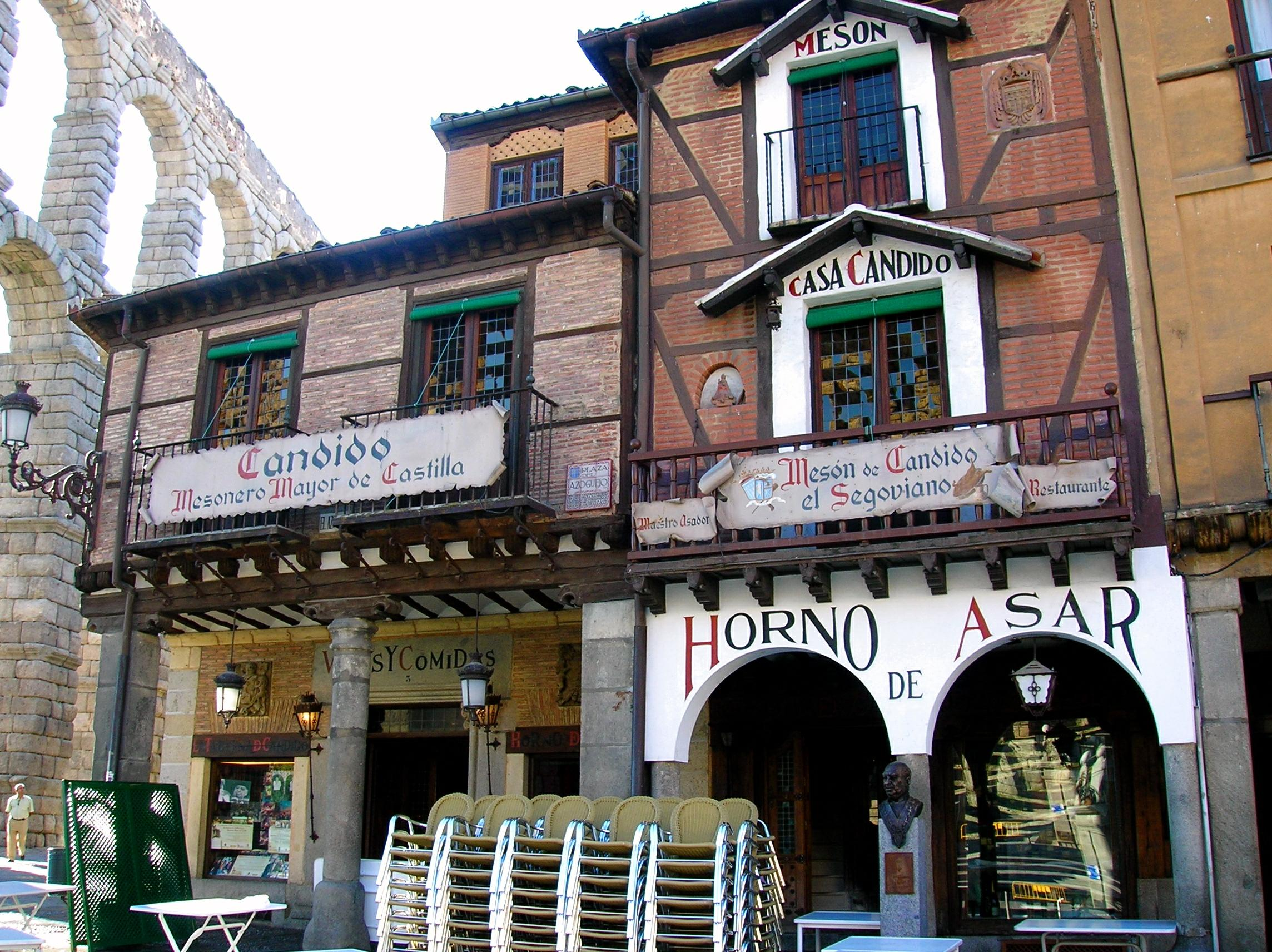
Cándido López Sanz se hizo cargo de su Mesón en Segovia en 1931.

Teniendo en cuenta que en España antiguamente, un mesón era tanto un establecimiento donde se sirvían comidas y bebidas como uno que diera albergue a viajeros, caballerías y carruajes. Ya en la Novídisima hay una disposición de 1480, referente a la regulación de los mesones que establece tasas en cuanto a la venta de cebada y paja y a los aposentamientos.
Los asadores y mesones ahora habituales en Castilla tienen también sus raíces en carniceros y panaderos de los pueblos, los cuales al tener un horno solían ser los encargados de asar y preparar las carnes de sus vecinos.
En la actualidad algunos de los asadores son auténticas instituciones en algunas ciudades de Castilla y con el auge del turismo gastronómico, estos establecimientos y sus cocineros han pasado a ser embajadores de las ciudades. Algunos de los más conocidos son el Asador Rafael Corrales, decano de los asadores en Aranda de Duero, fundado en 1902 y el cocinero segoviano Cándido López Sanz, que al hacerse propietario del Mesón del Azoguejo en 1931 se hace popular por cocinar el cochinillo asado.

## Lechazo asado (cordero)

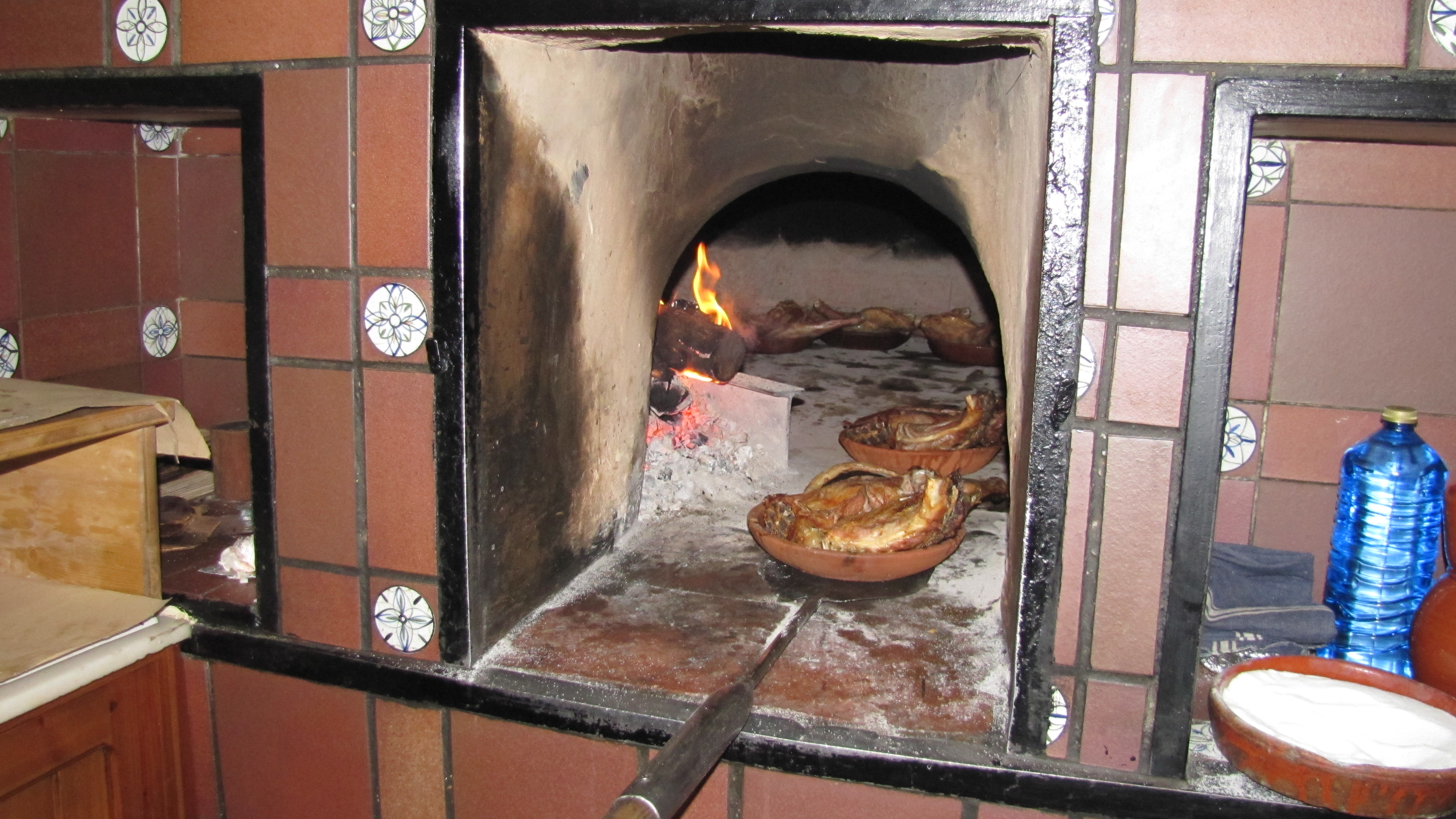
Lechazo asado en un horno de leña.

El lechazo asado es una variedad de asado (asado castellano) de un cordero aún sin destetar, de ahí su sobrenombre de lechazo. En la cocina española es muy popular en la tierra de Castilla y León, principalmente en las localidades de Aranda de Duero, Lerma y Segovia, donde es frecuente el turismo gastronómico, y en Aragón. Es tradicional ser elaborado al horno de leña, en cazuelas de barro y servido a los comensales caliente, con la carne exterior crujiente. Uno de los mejores maridajes a la hora de servirse caliente es el vino de la tierra.

## Cochinillo asado

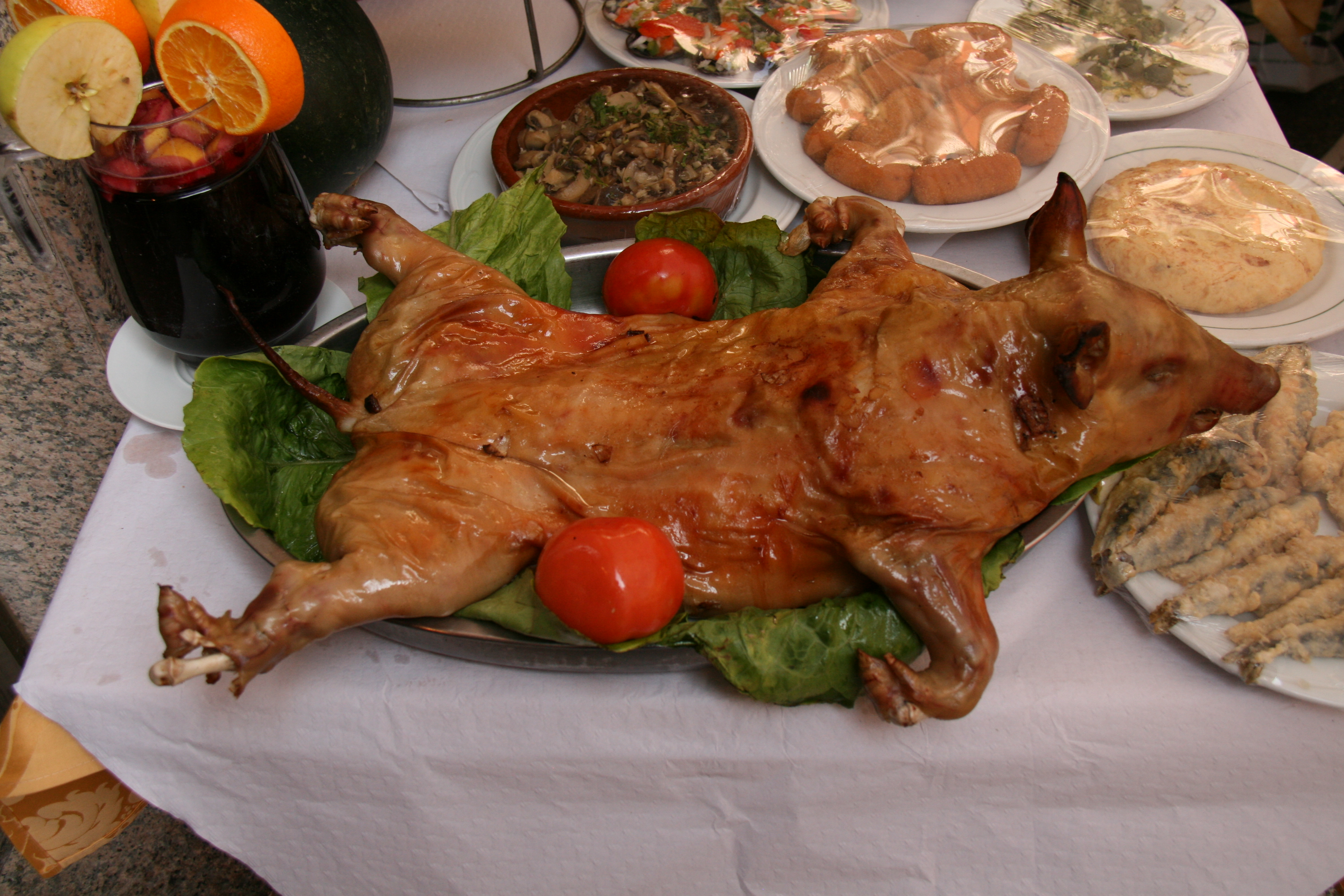
Cochinillo asado.

El cochinillo asado (denominado también tostón asado o abreviadamente tostón) es una variedad de asado de un lechón (denominado cochinillo). En la cocina española es muy popular en la tierra de Castilla, siendo en la variedad más popular el cochinillo de Segovia, si bien es también muy popular en Madrid y algunas localidades manchegas. Su popularidad se extiende en España también por Aragón. Es tradicional ser elaborado al horno en cazuelas de barro y servido a los comensales caliente, con la carne exterior crujiente. Uno de los mejores maridajes a la hora de servirse caliente es el vino.